# 제트파이어
트랜스포머 프랜차이즈에 등장하는 제트파이어 (Jetfire)는 여러 작품에 등장인물이며 오토봇 소속 전사이다. 다중우주 설정으로 다른 세계관, 다른 트랜스포머 작품의 제트파이어도 등장하나 다른 인물들이다.

## 상세
대표적으로 제트 전투기로 변형한다. 원작 G1 세계관 애니메이션에서 과학자로 등장한다.
실사영화 세계관 작품 트랜스포머: 패자의 역습에서는 스미소니언 항공우주박물관에서 SR-71 블랙버드로 전시 되어있는 모습으로처음 등장한다.
디셉티콘의 공격을 받고 수명이 다해가자,
자신의 스파크를 잡아뜯어 옵티머스 프라임에게 주어서 옵티머스 프라임이 자신의 부품과 합체하여 다시 회복하고 싸울 수 있고록 도와주었다.
얼라인드 세계관 게임 트랜스포머: 폴 오브 사이버트론에서는 재즈와 함께 브루티커스를 날려버리기도 했다.

## 성우
- 트랜스포머 G1 - 그레거 버거
- 트랜스포머 애니메이티드 - 톰 케니
- 트랜스포머2: 폴른의 복수 - 마크 라이언
- 트랜스포머: 워 포 사이버트론, 트랜스포머 폴 오브 사이버트론 - 트로이 베이커